# Obusier de 105 mm M2, M2A1, M101 et M101 A1
Pour les articles homonymes, voir Canon de 105 mm et M2A1.
Cet article concerne la série d'obusiers dérivée du prototype M1. Pour obusiers homonymes, voir obusier M1.

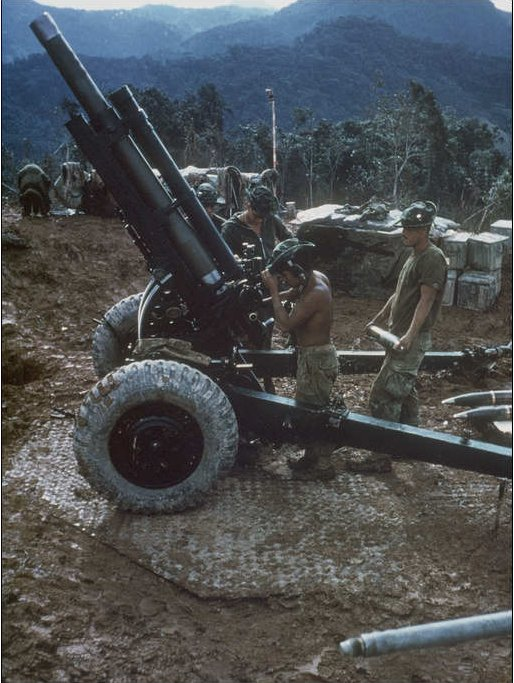
Obusier M101 de 105mm en batterie sur une position d'appui feu au Viet-Nam (Son bouclier a été retiré).

L'obusier de 105 mm, Howitzer 105 mm M2, M2A1, M101 ou M101 A1, est une pièce d'artillerie de campagne tractée bi-flèche de 105 mm d'origine américaine développée avant la Seconde Guerre mondiale. Il a été utilisé lors de tous les conflits menés par l'armée américaine depuis 1941. Il est la principale pièce d'artillerie utilisée par l'US Army pendant toute la Seconde Guerre mondiale, la guerre de Corée et la guerre du Viêt Nam. Il sert dans de nombreuses armées en particulier dans l'armée française pendant la guerre d'Indochine et la guerre d'Algérie. De conception classique et robuste, facile à mettre en œuvre, avec un débattement large en angle (-4,5°, +66°), un peu plus réduit en gisement (23°), il avait deux défauts notables, sa masse importante (2,258 tonnes) et le fait que son tube était un peu court (22,5 calibres soit 2,365 m), limitant sa portée. Il était cependant d'un transport aisé, bien équilibré, très précis et extrêmement fiable et robuste : le M2A1 est encore utilisé dans certaines armées, y compris de l'OTAN, plus de 70 ans après l'arrêt de la production.

## Histoire

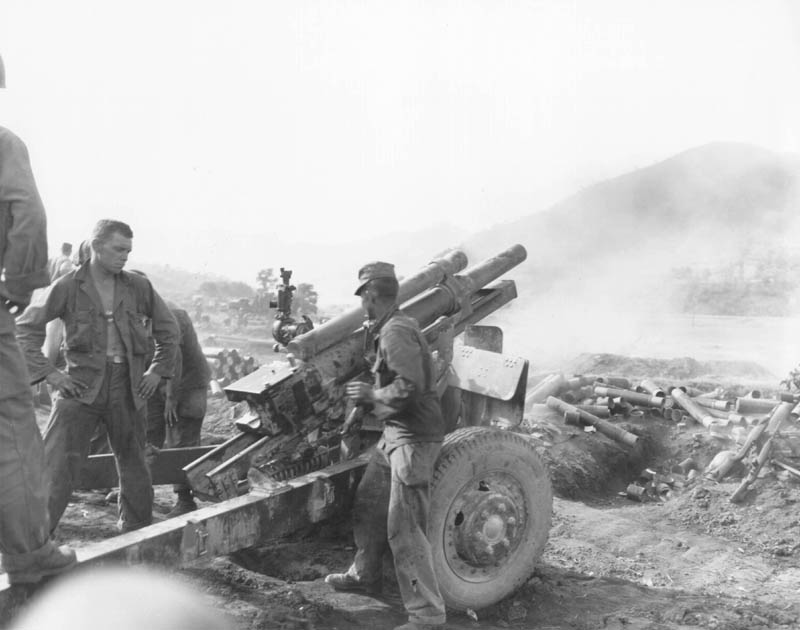
26 juillet 1950, position de l'US Army durant la guerre de Corée.

À son entrée en guerre en 1917, l'armée américaine ne dispose pas d'une artillerie moderne. Elle doit utiliser des canons français et anglais. Elle reçoit notamment des canons de 75 français (qu'elle utilise jusqu'en 1942).
En 1919, le Westerveldt Board, chargé de tirer les leçons de la Première Guerre mondiale, constate que les Allemands, les Autrichiens, les Italiens et les Britanniques ont utilisé des calibres de 105 mm ou avoisinant (Obusier de 4.5 pouces = 114,3 mm pour les Britanniques). Le 75 mm standard des Français n'est, à ses yeux, plus suffisant. Aussi, il suggère la fabrication d'un obusier de calibre 105 mm en 1919, pièce maîtresse d'un système d'artillerie de campagne entièrement cohérent.
Dès 1920, l'Ordnance Department développe un obusier de 105 mm M1 sur affut M1, biflèche, à partir des obusiers allemands de 105 mm. Le Field Artillery Board l'essaye en 1923. Dans ses conclusions d'avril 1923, il l'estime qu'il est trop lourd, qu'il manque de mobilité et de souplesse d'emploi. Il apprécie le principe de la double flèche qui d'éviter le creusement d'une fosse pour les tirs avec des angles élevés.
En 1925, un nouveau modèle d'affût monoflèche est proposé le M1925 E en concurrence avec deux modèles biflèches T1 et T2. Un plan d'équipement sur 10 ans envisage la construction de 72 exemplaires pour équiper 3 régiments. En décembre 1927, l'obusier est adopté avec l'affut T2 comme modèle standard sous la désignation M1. Il est prévu pour la traction hippomobile avec 6 chevaux. Faute de crédits, aucune production n'est commencée. Pire, en 1929, l'artillerie de campagne américaine est obligée de revenir à sa structure de 1919 avec une brigade divisionnaire à 2 régiments de 75 mm et 1 régiment de 155 mm.
Au début des années 30, le Field Artillery Board développe un système de "coup complet" avec la douille semi-fixée à l'obus pour faciliter la manipulation des munitions. A cette occasion, la chambre du M1 doit être modifiée et l'obusier prend le nom de M2. Un certain nombre de freins de bouche sont étudiés mais aucune adoption en résulte.
En 1932, des essais sont effectués sur les affûts en vue d'une motorisation. Deux affûts sont donc développés, le T3 et le T4. Le T4 est modifié de deux manières, directement sur l'affût, T4E1 puis amélioré sous le nom de T5. Il est adopté le 23 février 1940 sous le nom de M2.
En 1933, le Rock Island Arsenal a produit 14 affûts M2 sur les 72 pièces prévues par le plan décennal de 1923. En 1939, une première série de 24 obusiers M2 est commandée. En mars 1940 de nouvelle modification sur la masse artillerie sont apportées et l'obusier reçoit le nom de M2A1. La production en série de l'obusier M2A1 sur affût M2 commence en avril 1941. La brigade d'artillerie divisionnaire s'articule alors autour de 3 bataillons de calibre 105 mm et 1 bataillon de 155mm. Il est alors décidé de la motoriser entièrement avec le camion de 2,5t GMC CCKW-352 châssis court.
De 1941 à 1945, 8536 pièces sont fabriquées. La production s'arrête en 1953 avec un total de 10 202 exemplaires construits. Il est largement exporté sur tous les continents.
Pendant la production, un certain nombre de modifications sont essayées et, pour certaines, adoptées.
A l'instar du 25 pdr britannique, un affût M2E1 avec plateforme de tir circulaire est essayée mais n'est pas adoptée.
A l'instar de l'obusier allemand IFH 18, un affût M2E2 avec des flèches repliables est essayé sans suite.
Sur une version M2A1E1, des freins de bouche sont essayés, là aussi sans suite.
En novembre 1942, le système de frein associé à celui du tracteur est supprimé. L'affût porte alors le nom de M2A1 en mai 1943.
En août 1942, le bouclier est amélioré pour protéger le système de mise en direction donnant naissance à l'obusier M2A2.
En 1953, le M2A2 est modifié pour prolonger sa durée de vie. Sa vitesse intitiale est rabaissée. La culasse est dotée d'un anneau renforcé, les têtes de rayures renforcées et des creux de rayures moins profonds qui prolonge la vie du tube de 50%.
En 1958, une nouvelle version, M2A2E2 qui comprend un frein de bouche et une portée maximum étendue grâce à des charges plus puissantes, le tout sur un affût M2A2E2 qui permet d'augmenter l'angle maximal de feu est étudiée et essayée. L'avènement du nouveau XM202 met fin au projet en 1961.
En novembre 1960, le système de désignation de l'artillerie américaine change. Le M2A1 ou M2A2 sur affut M2A1 est renommé M101. Le M2A1 ou M2A2 sur affût M2A2 est renommé M101A1. L'obusier est en service durant la guerre du Vietnam en parallèle avec son successeur le M102 adopté en 1964. Ce n'est que lors du déploiement du M119 que le M101A1 est totalement retiré du service. Il continue cependant à être employé dans de nombreux pays étrangers.

## Emploi à l'étranger
- États-Unis
- Allemagne : en mars 1956, la Bundeswehr adopte le M101 modifié sous le nom de Feldhaubitze 105 mm M1A2 (BW). Il utilise alors des éléments fabriqués par Rheinmetall, notamment un tube étendu à 27 calibres, un frein de bouche à un volet et un bouclier plus grand.
- Argentine
- Australie : le M2A2 est retiré du service avec l'armée australienne en 1988, remplacé par les 105mm L118 et L119 qui, à leur tours sont remplacés par le M777A2 en 2014. Le M2A2 reste en service avec la réserve jusqu'à son remplacement par le mortier de 81mm à la fin des années 2000. L'Australia's Federation Guard en garde six pour les cérémonies.
- Autriche
- Bahreïn
- Bangladesh
- Belgique
- Bénin
- Birmanie
- Bolivie
- Bosnie-Herzégovine
- Brésil
- Burkina Faso
- Cameroun
- Canada : Au début de 1952, l'armée canadienne reçoit 60 M2A1 fabriqués aux Etats-Unis. Sorel Industries of Canada produit alors 232 M2A2 légèrement modifiés à partir de 1955. Les pièces produites au Canada sont renommées C1 alors que les pièces d'origine américaines reçoivent le nom de C2. Elles ne quittent le service qu'au début des années 2000. A la fin des années 1990, 96 C1 sont sélectionnés pour être envoyés à RDM aux Pays-Bas pour prolonger leur durée de vie. Ces canons refondus reçoivent le nom de C3. Les changements incluent un tube plus long, un frein de bouche, des flèches renforcées et la suppression des volets de bouclier. Il demeure l'obusier léger standard de la réserve de l'armée canadienne. Le C3 est utilisé par le 1er RCHA (Regiment of Canadian Horse Artillery-Régiment canadien d'artillerie à cheval. dans le parc national de Glacier en Colombie Britannique pour déclencher les avalanches. Le C3 est utilisé au camp de Shilo (Manitoba) pour entraîner les forces d'active. Le 105 mm C3 modifié a une portée de 18 km.
- Chili
- Colombie
- Corée du Sud : à partir du 6 juillet 1950, la Corée du Sud reçoit un total de 1127 M2A1 jusqu'à la fin de la Guerre de Corée. Au début des années 70, l'armée coréenne exprime le besoin de remplacer ces matériels en raison de problèmes d'obsolescence et de maintenance. Pour cela, elle fait appel à la ressource industrielle interne afin de limiter les coûts. En avril 1972, après la fin du projet Thunder I de remplacement des armes d'infanterie, soutenu par le Département de la Défense américain, commence le projet Thunder II de remplacement des pièces d'artillerie à la demande du président coréen. Les États-Unis refusent alors de coopérer en raison des ouvertures diplomatiques faites auprès de la République démocratique de Chine. L'agence coréenne de développement des matériels de défense décide de prendre le relais et de produire le M2A1 (M101A1) à son propre compte. Le 25 juin 1973, trois prototypes sont montrés au public. En septembre 1973 les deux pays finissent par conclure un accord de production et les États-Unis reprennent la coopération. En février 1974, à la suite de tensions avec la Corée du Nord, 10 obusiers produits localement sont déployés mais des dysfonctionnements sérieux entraînent leur retrait. En janvier 1976, les ingénieurs américains reprennent le projet et mettent en place un projet de transfert de technologie qui permet la reprise de la production de masse du KM101A1 à partir du début de 1977 par la compagnie Kia (aujourd'hui partie de Hyundai Wia). En 1978, un projet local est repris pour améliorer le M101A1 avec un tube de 38 calibres qui permet une portée de 18 km avec une munition RAP mais seulement 18 exemplaires sont produits. Les Coréens préfèrent alors produire l'obusier KH179 de 155mm. La Corée reste le pays qui utilise le plus le M101 avec plus de 2000 pièces en service actif. Il est prévu de remplacer un tiers de cet arsenal par l'obusier automouvant K105A1 qui reprend la masse artillerie du M101A1 monté sur un camion Kia K711 A 710 de 16 tonnes.
- Croatie ː un certain nombre de M2/M101 sont livrés à la République Fédérale Socialiste de Yougoslavie. Parmi eux 50 sont hérités par l'armée croate dont 4 restent en service pour l'entraînement.
- Équateur
- Salvador
- Espagne
- France : la France utilise le M2 sous le nom de 105 HM2 depuis la 2ème Guerre Mondiale, pendant la guerre d'Indochine et la Guerre d'Algérie, Elle le déploie pendant les opérations en Afrique, lors de l'opération Tacaud au Tchad, notamment. Elle confie à nombre de pays africain un nombre indéterminé de pièces, en particulier, une batterie pour le Rwanda. Elle l'utilise comme matériel principal dans deux régiments spécialisés, le 93e régiment d'artillerie de montagne et le 35e régiment d'artillerie parachutiste qui est le dernier à l'utiliser en 1997. Il est par ailleurs utilisé par les régiments d'artillerie qui ne sont pas dotés de canons (missiles, drones, etc.) pour conserver le savoir-faire des cadres en matière d'artillerie classique.
- Grèce
- Guatemala
- Indonésie
- Iran
- Japon
- Koweït : 18 en juillet 1990 avant l'invasion du Koweït par l'Irak[2].
- Liban
- Lituanie : 54 canons M101 (M50) sont transférés à l’armée lituanienne en 2002 par le Danemark[3] et sont toujours en service en 2022[4]; la Lituanie en transfère plusieurs a l'Ukraine en 2022[5].
- Maroc
- Mexique
- Nouvelle-Zélande
- Nicaragua
- Pakistan
- Paraguay
- Pérou
- Philippines : le M2A1 est utilisé par le PEFTOK contre le NPA, le MNLF et le MILF. De nombreux M101 sont toujours en service avec les forces armées philippines et sont utilisés pour lutter contre les rebelles à Luçon, Visayas, et Mindanao.
- Portugal ː L'armée portugaise a en parc, selon Military Balance 2021, a cette date 21 M101A1[6].
- République dominicaine
- Macédoine du Nord
- Sénégal
- Serbie
- Thaïlande
- Taïwan
- Togo
- Turquie
- Uruguay
- Ukraine : dons lituaniens et portugais à la suite de l'invasion de l'Ukraine par la Russie en 2022.
- Venezuela
- République du Viêt Nam

## Conditions d'emploi
L'obusier de 105 mm HM2 est employé par batterie de 4 à 6 pièces.

## Caractéristiques

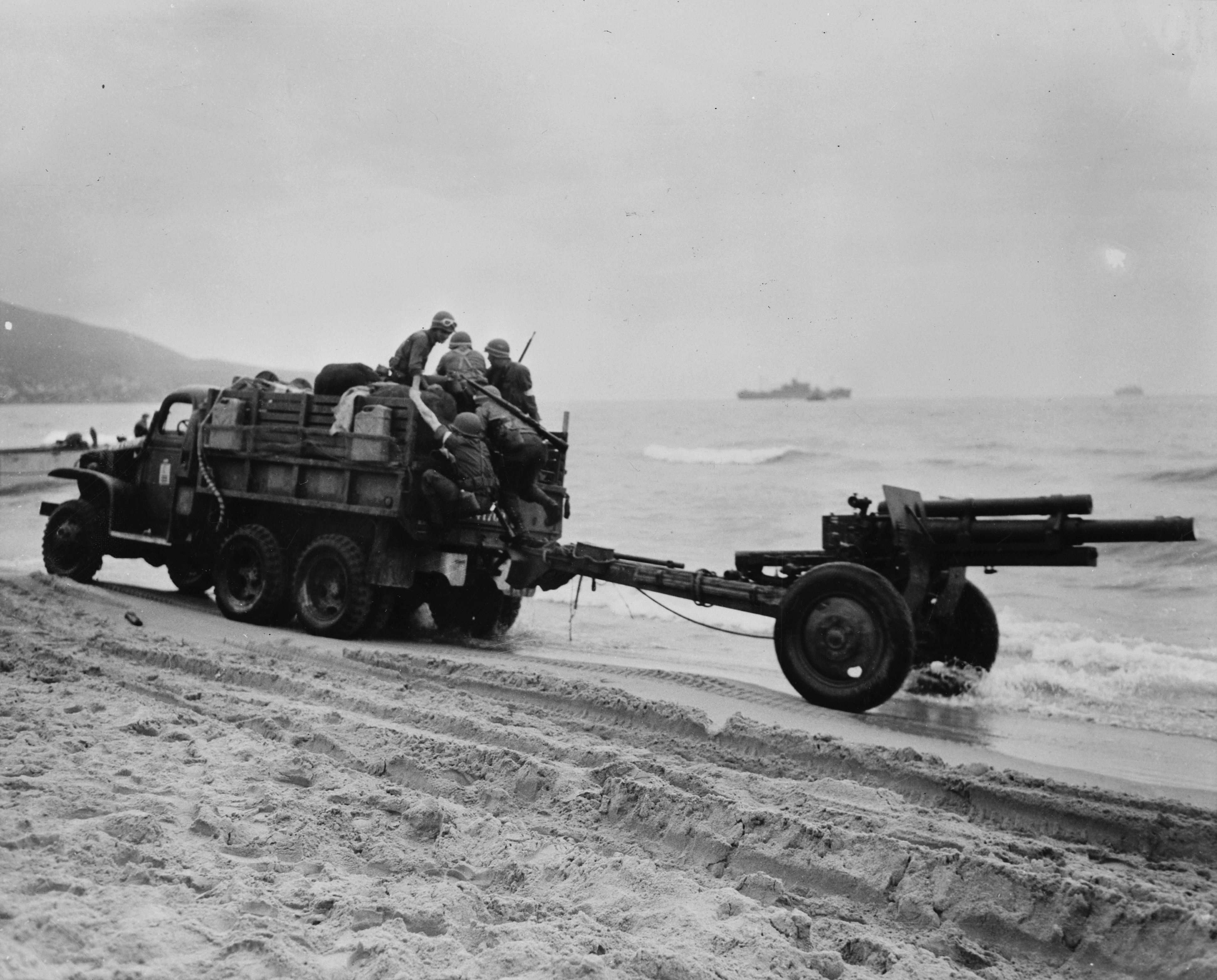
105 M2 tiré par le camion standard de 2,5t GMC CCKW-352 6X6 châssis court sur les plages d'Algérie après le débarquement de novembre 1942. Cette configuration est standard.

C'est un obusier classique, composé d'un tube de 105 mm M2A1, un mécanisme de recul M2 et un affût M2A2.
- Le tube est rayé. Il a un calibre de 105 mm et une durée de vie de 20 000 coups compensés (1 coup compensé=1 coup à pleine charge)
- La culasse comprend un bloc-culasse à glissière horizontale.
- Le lien élastique est assuré par un dispositif hydropneumatique.
- L'affût est biflèche. Il s'ancre au sol grâce à deux bêches placées au bout de chacune des flèches.
- Le bouclier comporte deux sections : La partie avant est fixée au canon et la partie arrière montée sur l'affût.
- L'unité collective comprend des éléments relatifs à la visée, des éléments relatifs à l'entretien et des éléments relatifs au réglage des fusées.
- Les éléments relatifs à la visée comprennent
  - Une lunette de tir direct de type M16
  - Un goniomètre à un seul plateau dit "à dérive" de type M12A2.
- Le tracteur

Le tracteur est généralement un camion de 2,5 tonnes (norme OTAN). À l'origine, il s'agit d'un GMC CCKW 352 chassis court.
- L'équipe de pièce

L'équipe de pièce comprend huit hommes
- Un sous-officier chef de pièce,
- un caporal pointeur
- un tireur
- un chargeur
- un artificier
- deux pourvoyeurs
- un conducteur

Les variantes
- Toutes les versions des M2
- Le M2A1 : Le diamètre du tube en avant de la bague de verrouillage est légèrement réduit pour permettre un démontage/remontage plus facile de la bague de verrouillage. La partie gauche du bloc-culasse est évidée. L'orifice de chargement est en forme de U et non de forme circulaire pour faciliter l'introduction de la munition. L'affût M2 était monté avec des freins électriques mus grâce à une batterie montée sur l'affût. Avec le modèle M2 A1, ce dispositif est supprimé.
- La version allégée M3.
- La version automotrice T19 sur châssis semi-chenillé Half-Track White M3.

- La version automotrice M7 Priest

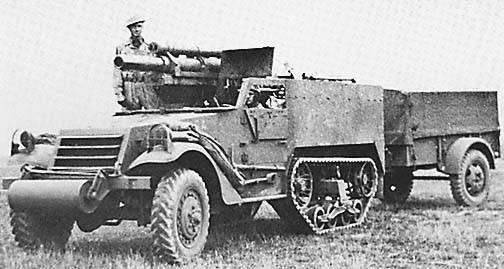
105 HM 2 monté sur un châssis de semi-chenillé M3 sous le nom de canon automoteur T 19

- La version automotrice M 37 sur châssis de char M 24 Chaffee

- Une variante allemande
- Une variante française

Les munitions

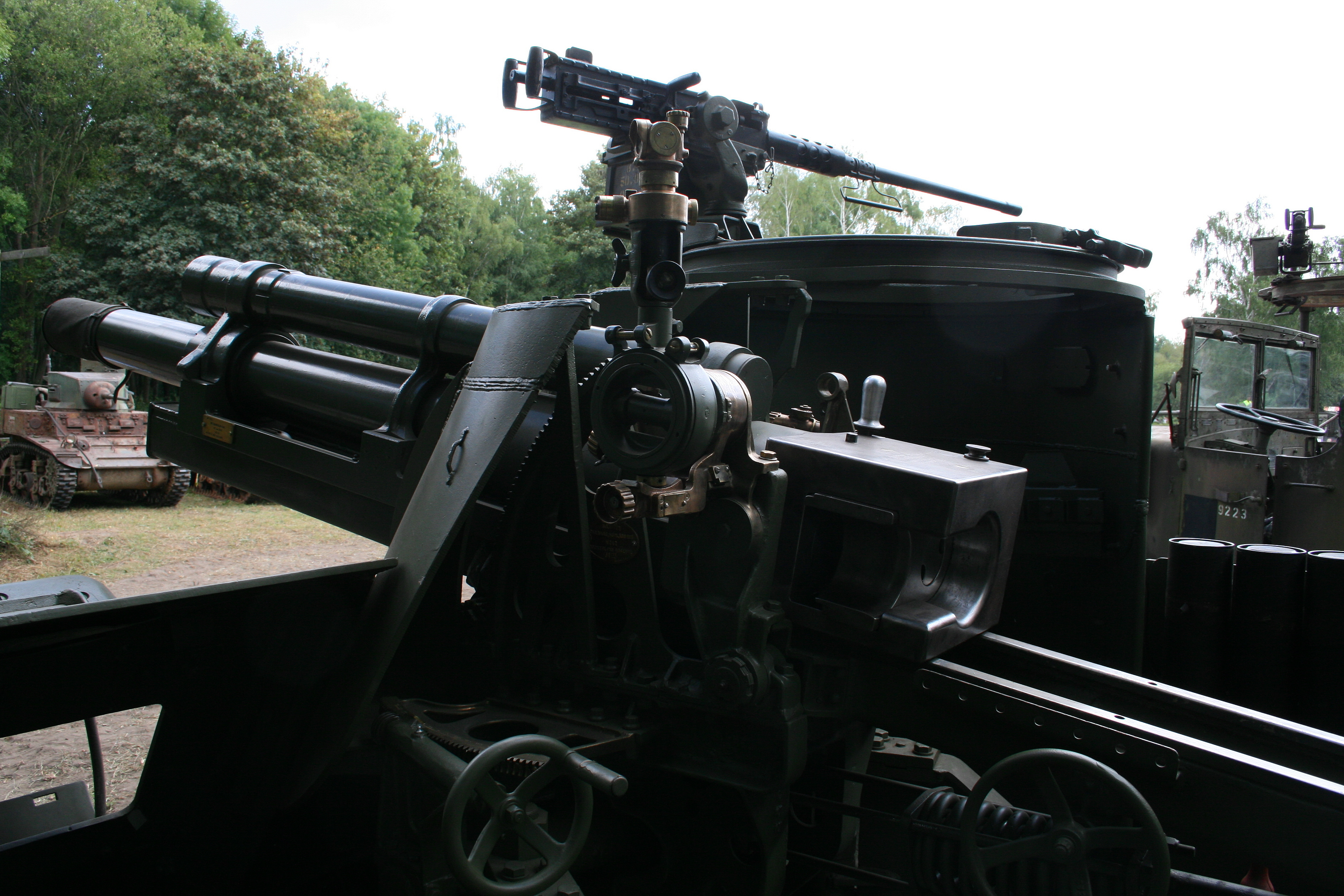
105 HM 2 monté sur un châssis de Grant M3 sous le nom de canon automoteur M7 Priest;

La capacité d'emport de la pièce est de 40 coups complets dans le tracteur et 80 coups complets dans le véhicule de ravitaillement. Chaque coup complet comprend une fusée, un obus, des appoints de charge et une douille en cuivre avec une étoupe à l'intérieur.
Les munitions d'usage le plus courant sont :
| Type de munition                                   |                     |                                          |                                                             |                       |           |
| Type                                               | Modèle              | Poids, kg (munition complète/projectile) | Contenu                                                     | Vitesse initiale, m/s | Portée, m |
| Explosif (HE=High Explosive)                       | HE M1 Shell         | 19.08 / 14.97                            | TNT ou 50/50 amatol, 2.18 kg                                | 472                   | 11 160    |
| Explosif anti-char (HEAT=High Explosive Anti-Tank) | HEAT M67 Shell      | 16.71 / 13.25                            | Pentolite, 1.33 kg                                          | 381                   | 7 854     |
| Fumée (Smoke)                                      | HC BE M84 Shell     | 19.02 / 14.91                            | Chlorure de zinc (HC)                                       | 472                   | 11 160    |
| Fumée colorée (Colored Smoke)                      | BE M84 Shell        | 17.86-18.04 /                            | Mélange générateur de fumée                                 |                       |           |

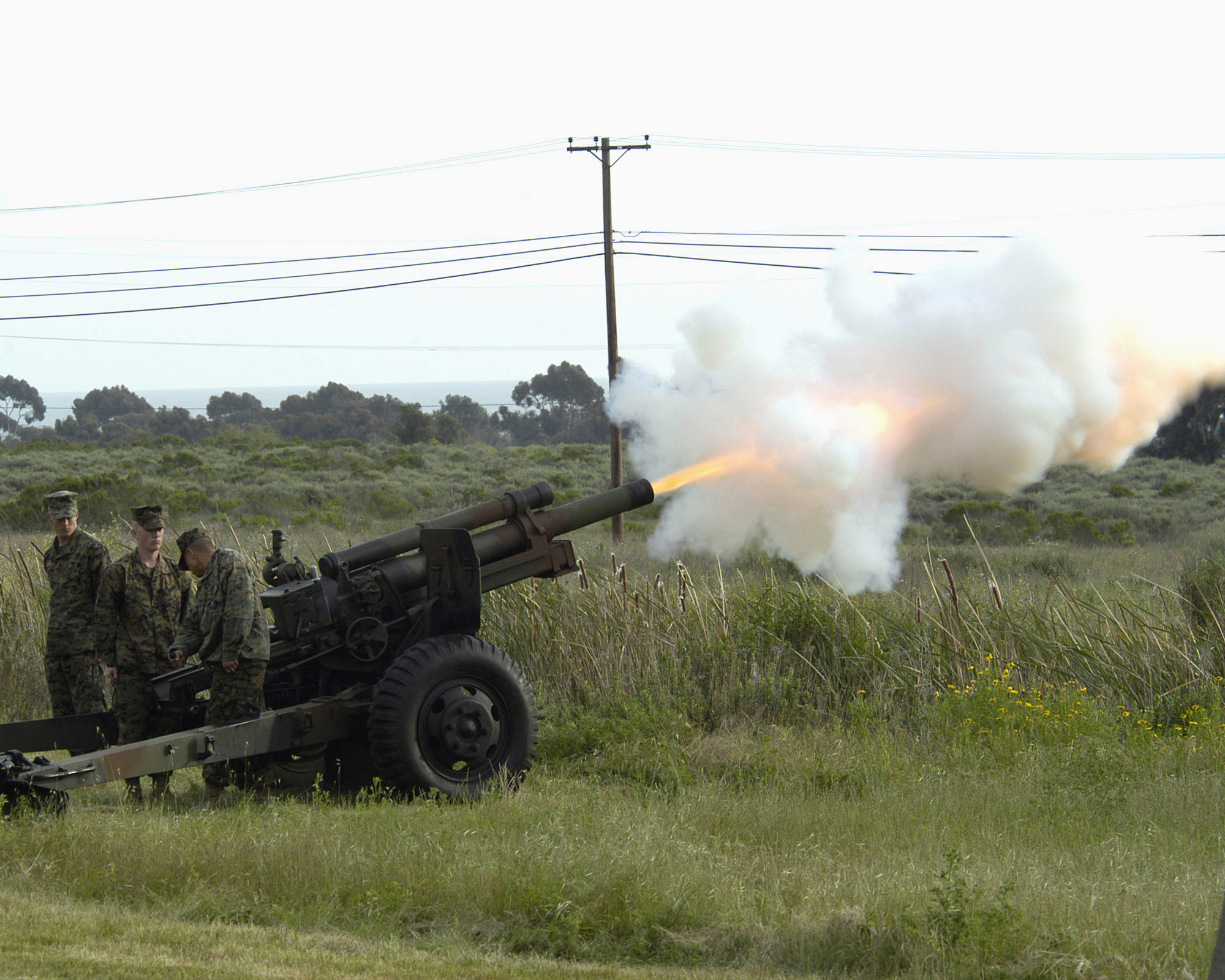
Tir effectué par la 1re division de Marines en 2005.

| Fumée (WP=White Phosphorus)                        | WP M60 Shell        | 19.85 / 15.56                            | Phosphore blanc, 1.84 kg                                    | 472                   | 11 110    |
| Fumée                                              | FS M60 Shell        | 20.09 /                                  | Mélange Trioxyde de soufre/ acide chlorosulphonique 2.09 kg |                       |           |
| Lacrymogène                                        | CNS M60 Shell       |                                          | Mélange chloropicrine et chloroforme                        | 472                   | 11 110    |
| Chimique                                           | H M60 Shell         | 19.43 /                                  | Ypérite, 1.44 kg                                            |                       |           |
| Inerte pour exercice                               | Empty M1 Shell      |                                          |                                                             | 472                   | 11 160    |
| Drill                                              | Drill Cartridge M14 |                                          |                                                             | -                     | -         |
| Munition à blanc                                   |                     |                                          |                                                             | -                     | -         |

| Pénétration dans le blindage                                                               |        |        |        |         |
| Distance                                                                                   | 0 m    | 457 m  | 914 m  | 1 828 m |
| Obus HEAT M67 (Angle d'impact 0°)                                                          | 102 mm | 102 mm | 102 mm | 102 mm  |
| Pénétration dans le béton                                                                  |        |        |        |         |
| Obus HE M1 (Angle d'impact 0°)                                                             | 457 mm | 427 mm | 396 mm | 335 mm  |
| Les méthodes de mesures ont pu varier selon les pays ce qui rend la comparaison difficile. |        |        |        |         |